# Mick Bolton
Mick Bolton (Londra, 10 maggio 1950) è un chitarrista britannico, noto per essere stato membro degli UFO.
Fondatore del gruppo rock londinese, ne fece parte solamente per i primi due album.

## Discografia

### Con gli UFO

#### In studio
- UFO1 (1970) Uncharted
- Flying (1972) Uncharted

#### Live
- Live (1972) Uncharted
- Live in Concert (1974)
- Lights Out in Tokyo (1978)

#### Raccolte
- Space Metal (1976)
- Anthology (1986)
- The Essential UFO (1992)
- The Decca years (1993)

### Altri album
- Ars Longa, Vita Brevi, 2011, con altri
- New Moons in the Sky, 2019, con altri